# Northern Lights (Gareth Emery)
Northern Lights (Luces del Norte) es el primer álbum del DJ inglés Gareth Emery. Su primer sencillo de nombre Sanctuary, con la colaboración de Lucy Saunders, fue lanzado el 23 de septiembre de 2010. El disco alcanzó el n.º 1 en el género Dance en EE. UU. en su primera semana de ventas y ha alcanzado posiciones muy buenas e importantes en el resto del mundo.

## Desarrollo y producción
Gareth Emery intentó producir su primer álbum como artista desde 2005, lo que quiere decir que gran parte de su carrera como músico la paso trabajando en este álbum. Todo empezó a fluir para Gareth Emery a partir de finales del 2009 hasta julio del 2010 y el resultado es "Northern Lights".
La mayor parte del 2010, estuvo de gira en su recorrido por el mundo, por eso la mayoría de las canciones las compuso en su computadora durante vuelos y en su tiempo libre en los hoteles. Estaba 2 o 3 días a la semana en su estudio en Mánchester para trabajar las canciones. Él convertía borradores en canciones completas. También pasó mucho tiempo en trenes entre Mánchester y Londres, porque iba a grabar las voces en Uptown Studios en Londres.
Un tema importante para Gareth Emery fue grabar las canciones con la voz de artistas que debutaran en el género electrónico. Así grabó con Lucy Saunders "Sanctuary" y "Fight The Sunrise", con su hermana Roxanne Emery "Too Dark Tonight " y finalmente con Mark Frisch en "Into The Light".

## Estilo
Gareth Emery es conocido por su estilo Progressive House/Trance, por eso dividió su álbum en dos partes. La primera tiene un estilo Progressive House y abarca las primeras 5 canciones. La segunda parte que Gareth Emery define como Trance puro, comienza con la sexta canción "Full Tilt" que es como una unión entre ambas partes.

## Lista de canciones
La lista de canciones del álbum se reveló el 27 de agosto de 2010, junto con una previa de cada una y una edición especial del The Gareth Emry Podcast, siendo las siguientes:
1. Stars (feat. Jerome Isma-Ae) - 7:11 

2. El Segundo - 5:53

3. Too Dark Tonight (feat. Roxanne Emery) - 7:33 

4. Arrival (feat. Brute Force) - 5:31 

5. Into The Light (feat. Mark Frisch) - 5:18 

6. Full Tilt - 7:46 

7. Sanctuary (feat. Lucy Saunders) - 7:27 

8. Citadel - 5:31 

9. Fight The Sunrise (feat. Lucy Saunders) - 5:38 

10. All Is Now (feat. Activa) - 6:08 

| Bonus Tracks para la edición de iTunes |                                                                        |          |  |
| N.º                                    | Título                                                                 | Duración |  |
| 11.                                    | «I Will Be The Same (feat. Emma Hewitt)»                               |          |  |
| 12.                                    | «Global (Freedom Music Edit)»                                          |          |  |
| 13.                                    | «On A Good Day (Metropolis) (with Above&Beyond pres. OceanLab) [Edit]» |          |  |
| 14.                                    | «Sanctuary (feat. Lucy Saunders) [Official Music Video]»               |          |  |

## Curiosidades
- Mark Frisch fue llamado por Gareth Emery para grabar un demo de una canción para que otro artista la cantara, pero su voz le gustó tanto que la usó en "Into The Lights".
- Northern Lights tardó solo 2 días en alcanzar el número1 en iTunes Sore en el género Dance.
- Es el único artista que buscó colaboraciones no muy conocidas.

## The Northern Lights Concert
Garuda se une con Digital Forces para crear un extraordinario concierto Trance. Se realizará el 8 de octubre en el O2 Academmy y contará con la presentación de Gareth Emery con un set de 4 horas, que incluirá presentaciones en vivo de voces e instrumentos. Esta será la presentación más larga de Gareth Emery en Europa.

## Colaboraciones
- Jerome Isma-Ae - DJ
- Roxanne Emery - Vocalista
- Brute Force - DJ
- Mark Frisch - Vocalista
- Lucy Saunders - Vocalista
- Activa - DJ

Producción
Producido por Gareth Emery.